# Belváros (Sopron)
Sopron belvárosának látnivalói.

## Hűségzászló
Az első világháború után népszavazással döntött a lakosság arról, hogy a trianoni határok szerint is Magyarországhoz akar tartozni – ekkor kapta  a Leghűségesebb város nevet (Civitas Fidelissima). Ennek emlékét őrzi a Hűségzászló.

## Széchenyi tér
A Széchenyi tér. 1. számú háza hosszú esztendőkön át a Széchényi család birtokában volt. Széchényi Ferenc itt tartotta azt a ritkaságokat is tartalmazó érem-, könyv- és térképgyűjteményét, melyet később felajánlott a Magyar Nemzeti Múzeum megalapítására.
A belvároshoz délről csatlakozó Széchenyi tér a XIX. század elején még a város vége volt, közepén a Kétpék-tóval. A hagyományok szerint a súlycsonkító pékeket büntetésként ebben a tóban fürdették meg, innen kapta nevét. A tavat 1828-ban lecsapolták, és megkezdték a terület parkosítását, amihez az első fákat Széchenyi István ajándékozta a városnak. A teret ennek emlékére nevezték el róla, és állították fel a közepén kialakított díszkert nyugati végében egész alakos bronzszobrát, melyet Mátrai Lajos készített 1896-ban.

## Petőfi tér
A téren található Petőfi Sándor egész alakos bronzszobra.
Soproni Petőfi Színház, mely szinte egész évben kulturális estekkel, színházi előadásokkal, koncertekkel várja az érdeklődőket. A színház a neves építész, Medgyaszay István tervei alapján, a XX. század elején kapta ma is látható szecessziós formáját. A város első színháza azonban a XIX. század elején, klasszicista stílusban épült – az ország második kőszínházaként.

## Liszt Ferenc Kulturális és Konferencia Központ
Liszt Ferenc mellszobra a róla elnevezett Konferencia és Kulturális Központ előtt található. Az egykori nemesi kaszinó, majd a művelődés háza 1950 óta viseli a nagy magyar zeneköltő, Liszt Ferenc nevét, aki nagyon sok szálon kötődött Sopronhoz. A tudomány és kultúra városi színteréül a Konferencia és Kulturális Központ eklektikus épülete szolgál, létrejötte is e kettő összeforrottságát mutatja. Az ötszintes épület konferencia-, színház-, bál-, koncert-, szekció- és kiállítótermei olyan rangos rendezvények helyszínei, melyekkel nem csak a város, hanem, hanem a régió vezető pozíciójú konferencia- központjává és meghatározó kulturális centrumává vált.

## Templom utca
A Templom utca 22 alatt a Töpler-ház található, tulajdonosa orvos volt. A 19-es számú házat Hajnóczy Dániel birtokolta, a neves tanár és szónok. A ház falán Hajnóczy József, jogtudós, felvilágosult gondolkozó emléktáblája található. Templom utca 17. és 12. számú házak evangélikus paplakként szolgáltak. A 16-os szám alatti épületben több neves festő is élt (pl. Schauer Illés, Schaller István, Dorfmeister István). Az utca 7-18-ig számozott épületei szintén régi, nagy múltú, főleg barokk stílusú  lakóházak. A Templom utca közepén áll az 1783-ban épült nagy evangélikus templom. Az utca Fő tér felőli végén találjuk a Kecske-templomnak nevezett, barokk berendezésű bencés templomot. A nem mindennapi elnevezés egy népmondának köszönhető, mely szerint egy kecske kincseket túrt fel, és ebből építették fel a templomot. A gótikus boltozatú Kecske-templom a 17. században koronázások és országgyűlések (1634-1635) színhelye is volt. A város történelmének egyik dicső emléke, hogy e templom falain belül koronázták meg III. Ferdinánd királyunkat.
A templom melletti bencés kolostorban láthatjuk az ország egyik legszebb gótikus termét, a középkori Káptalan-termet, melynek kiemelkedő értékű műemlékei egyedülállóak hazánkban. A helyiséget csodálatos középkori freskók, oszlopfaragások, és kőrácsos ablakok díszítik.

## Fő tér
A hangulatos barokk Fő tér számos történelmi emlékkel, érdekes látnivalóval fogadja az arra járókat. A tér egyik legismertebb látványossága a Késmárki Thököly Éva Katalin és harmadik férje, Löwenburg Jakab adományából készült Szentháromság-szobor.
A téren találjuk a város jelképeként ismert, 61 méter magas, csodálatos körpanorámát nyújtó Tűztornyot is. Ez adott lakást a toronyőrnek, akinek nemcsak a tüzeket kellett figyelnie és jeleznie, hanem a közeledő ellenséget is. Jeleznie kellett, ha előkelő uraság közeledett a városkapuhoz, valamint akkor is, ha idegen borszállítmány közeledett. A torony tömbje a román, középső erkélykoszorúja a reneszánsz, toronysisakja pedig a barokk jegyeiben készült. A tetejét díszítő kétfejű sast és a toronyórát az 1681. évi országgyűlés után tették fel a gömbre.
A torony lábánál található Hűségkapu az 1921-es népszavazásnak állít emléket, mivel ekkor döntötték el a város lakói, hogy Magyarországhoz szeretnének tartozni. Ezért is nevezik Sopront a hűség városának. A kapu szoborcsoportja Kisfaludi Strobl Zsigmond alkotása.
Szorosan a várostoronyhoz építve áll a városháza. Az eklektikus stílusú épület Hinträger Móric és Károly tervei szerint 1896-ban, a millennium évében készült el. Az egykori polgármester egész alakos bronzszobrát, Kutas László alkotását születésének 120. évfordulóján, 1998-ban állították fel a Városháza bejárata mellett. Dr. Sopronyi-Thurner Mihály (1878–1954) 1918–41 között 23 évig volt Sopron polgármestere, egyebek között a Sopron hovatartozását eldöntő nevezetes népszavazás idején is.
A városházával szemben találjuk Sopron egyik leghíresebb épületét, a Storno-házat (Fő tér 8). A lakóházat 1872-ben vásárolta meg a svájci származású kéményseprő, festő és restaurátor Storno Ferenc. A Storno-dinasztia híres műgyűjtő volt; gazdag gyűjteményükben középkori kelyhek, kerámiák, keresztek, faragások, és értékes festmények láthatók. A házban sok neves magyar is megszállt, köztük Hunyadi Mátyás, Liszt Ferenc és Széchenyi István.
A tér 7. számú épületét Tábornok- és Lackner-háznak is ismerik. Előbbi elnevezés a 17. században itt lakott katonai parancsnokoktól származik, utóbbit néhai lakójáról, Lackner Kristófról kapta – ő 14 évig volt Sopron polgármestere.
A 6. szám alatti impozáns épület egykori tulajdonosáról kapta a nevét – Fabricius Endre városbíró, polgármester 1806-ban vette meg. A Fabricius-ház Sopron egyik legértékesebb, legnevezetesebb műemléke. Udvarát kétemeletes loggiák mellett a nyitott lépcsősor teszi különlegessé. Középkori pincetermében találjuk a római kőtárat; itt őrzik az egykor a római Capitoliumot díszítő Trias-szoborcsoportot is.

## Új utca
Az Új utcát nem hiába nevezték régen Zsidó utcának: a hangulatos utcácskában két zsinagóga is épült. A 11. szám alatti zsinagógát 1350-ben építették, benne a zsidó vallást és szokásokat bemutató gyűjteményt láthatjuk. A 22. szám alatt álló zsidó templom még régebbi, mint a korábban említett középkori zsinagóga. Az utca 30, 28, 26, 21, 20, 19, 18, 7, 6, 4, 2 szám alatti épületei barokk kori lakóházak.

## Orsolya tér
Az Orsolya tér 2. alatt a 19. század neogótikus építészeti emlékét, az Orsolyita-templomot láthatjuk, illetve itt áll az egykori zárda épülete is. Az Orsolya tér 3. alatt működik a Szent Orsolya Iskola. A remekmívű templom előtt álló Mária-kút egy évszázaddal korábbról, a 18. századból való.
Az Orsolya tér 5. számú árkádsora, az úgynevezett Lábasház, amely 1570 körül épült. Földszintjén valaha mészárszékek sorakoztak, ma időszakos kiállítások kapnak helyet az épületben.
A tér sarkán található a Caesar-ház. A 17-18. századi barokk épület középkori és késő reneszánsz részleteket is tartalmaz. Két emeleti termében 1700 körül készült, kora barokk ornamentális stukkómennyezet látható.

## Szent György utca
12. szám alatt található az  Eggenberg-ház. A stílusában 17. századi késő reneszánsz épület kapuja fölött a Branderburg – címer, erkélyes udvarán pedig a Hohenzollern – címer látható. A Soproni Evangélikus Egyház történetében fontos küldetése volt Eggenberg hercegnének, aki rokoni kapcsolatai révén engedélyt kapott házában evangélikus istentiszteletek tartására, ami a Tábornok- ház kivételével egyébként tilos volt a városban. Egyéb épületek: 1. házszám: Neugebäude, 5. házszám: Prépost-ház, 7. házszám: Káptalan-ház, 9. házszám: volt bencés gimnázium, ma az Erdészeti Szakközépiskola, 11. házszám: Lenk-átjáró, 14. házszám: evangélikus konventház, 16. házszám: Erdődy-palota. Lakóházak: 3, 10, 13, 15, 19.
A Szent György-templom gótikus, egyhajós belső terét az 1676-os tűzvész után több lépésben alakították át: a csúcsíves lezárású főhajót gazdag stukkóval díszítették, és két oldalán kápolnasorral keretezték. Az 1380-1430 között épült, eredetileg gótikus templom mozgalmas, olaszos homlokzata a XVII. századból származik, de rajta két gótikus dombormű máig megőrződött. Kisebb mértékben az 1760-as években is átalakították. Eklektikus tornya 1882-ben épült. A szentély melletti keresztelőkápolnában középkori freskótöredéket látni. Az 1705-1706 között készült stukkódísz Pietro Antonio Conti műve, és berendezése is XVIII. századi.

## Előkapu
A Tűztorony Fő tér felőli oldalát díszíti az ún. Hűségkapu. A díszes kapuzatot az 1921-es népszavazás emlékére állították 1928-ban. A domborművön a középen trónoló, szentkoronás Hungária fogadja jobbról és balról a neki hódoló soproniak köszöntését.

## Várkerület
Amint kiérünk a várkerületre rögtön a Hűség kútját pillanthatjuk meg. A város történetének sorsfordító eseményeit a díszkút három egész alakos bronzfigurája jelképezi. A bronzalakok a várostörténet nevezetes dátumaihoz kapcsolódnak: István bíró 1277; Sopronyi Thurner Mihály 1921 és az 1989-es határátvágást szimbolizáló női alak. A középen álló oszlop tetején egy bronz párnán az aranyozott országalma szimbolizálja az ország háláját.
Nem messze a Mária-oszlop áll. A domborműveken Mária életéből vett jelenetek láthatók (Angyali üdvözlet, Mária és Erzsébet találkozása, Pásztorok imádása, Jézus bemutatása a templomban).
A Várkerület 55. számú házában, az egykori Fehér Ló Vendégfogadóban 1644-ben Zrínyi Miklós, 1775-ben pedig a híres zenegéniusz, Joseph Haydn szállt meg.
A Várkerület 75. szám alatti Pannónia Szállóban lakott nászútján ifj. Johann Strauss és fiatal felesége. Az idilli környezet olyannyira megihlette Strausst, hogy Sopron városában írta az Egy éj Velencében című operettjének egy felvonását.
A Várkerület legtöbb háza régi lakóház, több építészeti stílust megfigyelhetünk, mint például klasszicista vagy barokk.
A 25. szám alatt a katolikus konventház található, a 29. alatt pedig a Patika-ház.